# Faubourg Saint-Antoine

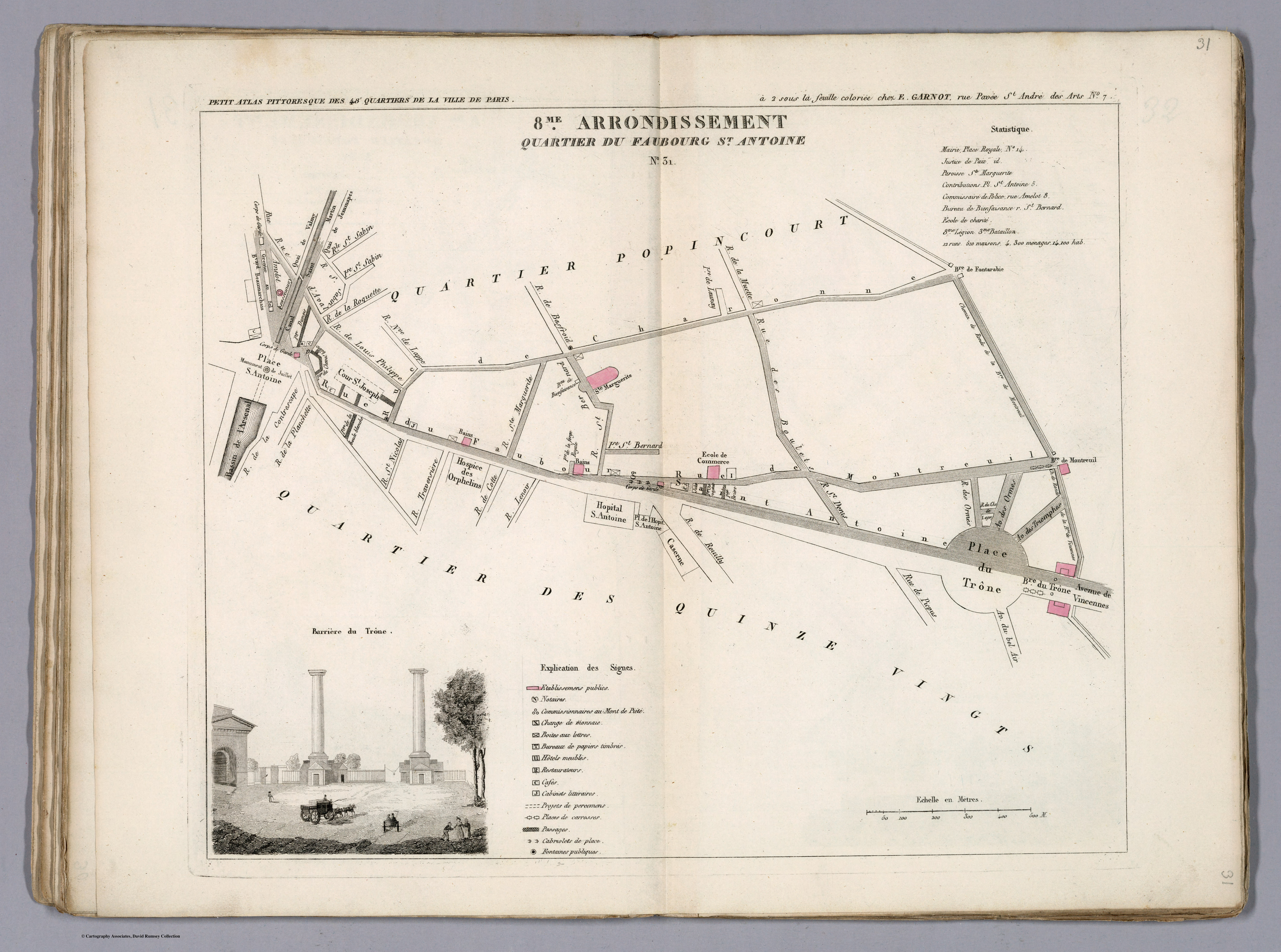
Plan des Faubourg Saint-Antoine im damaligen 8. Arrondissement im Jahr 1834

Der Faubourg Saint-Antoine ist einer der ehemaligen Vororte von Paris.

## Lage
Der Vorort lag im heutigen 10. und 11. Arrondissement. Er war um die Rue du Faubourg Saint-Antoine, die Hauptachse des Vororts, organisiert, davon nach Nordosten abzweigend die Rue de Charonne, die in das Dorf Charonne führte, und nach Südosten abzweigend die Rue de Charenton, die in die Dörfer Bercy und Charenton-le-Pont führte.

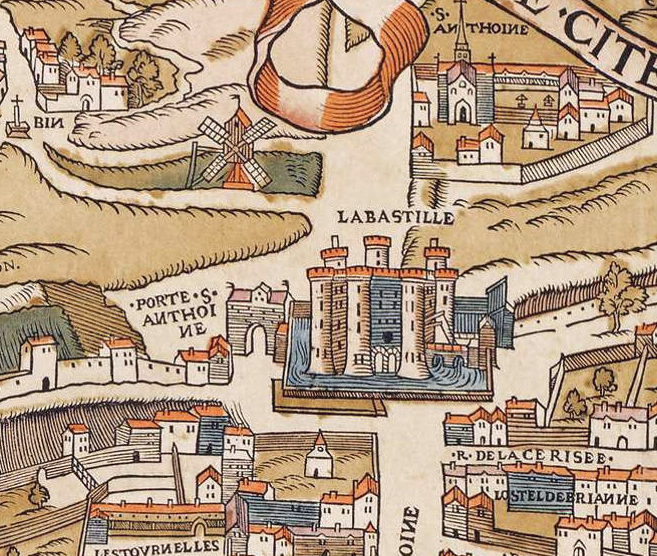
Der Faubourg Saint-Antoine und die Abtei auf dem Plan von Truschet und Hoyau, östlich der Bastille (oben), um 1550

## Geschichte
Diese Siedlung lag in der Nähe der Abtei Saint-Antoine-des-Champs und entwickelte sich unter dem Schutz ihrer Äbtissinnen.

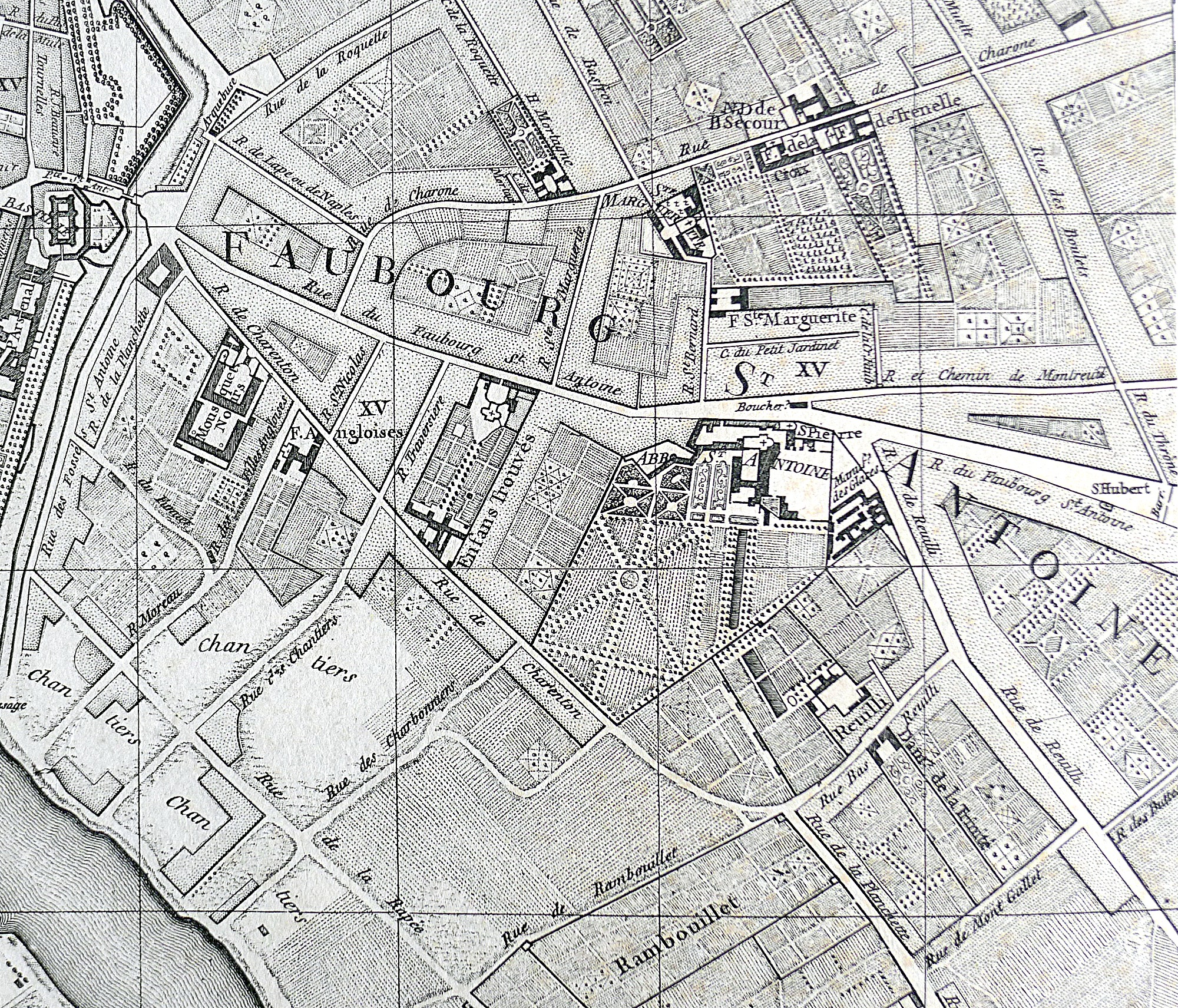
Der Faubourg Saint-Antoine auf dem Plan von Vaugondy im Jahr 1760

Die Geschichte des Faubourg Saint-Antoine vermischte sich lange Zeit mit der Geschichte seiner zentralen Verkehrsader, der Rue du Faubourg-Saint-Antoine, die eine Verlängerung der Rue Saint-Antoine nach Osten war. Die Rue Saint-Antoine führt vom Zentrum von Paris aus in Richtung der Abtei. Die Abgrenzung zwischen den beiden Straßen lag ursprünglich an der Stelle der Stadtmauer von Paris, und alles, was außerhalb der Stadtmauer (extra muros) lag, wurde als Faubourg bezeichnet.
Am 2. Juli 1652 fand die Schlacht im Faubourg Saint-Antoine zwischen der königlichen Armee unter Turenne und den Truppen der Fronde unter Condé statt.
Im Jahr 1712 erhielt der Vorort, der bis dahin zur Pfarrei Saint-Paul gehörte, die eigene Pfarrei Sainte-Marguerite.

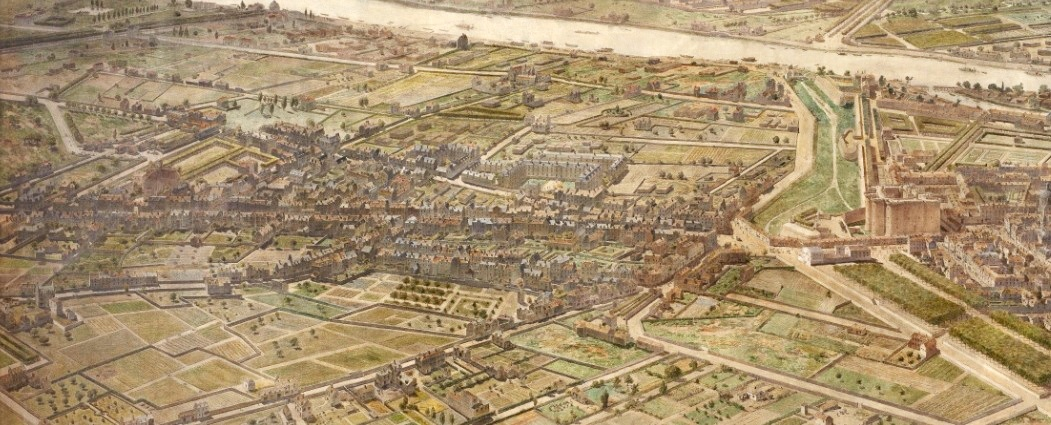
Der Faubourg Saint-Antoine aus der Vogelperspektive von Norden aus gesehen, 1789, von Féodor Hoffbauer

Charles Tabourin gründete 1713 in der Rue de Lappe eine jansenistische Lehrgemeinschaft, die sich in den Wohltätigkeitsschulen des Viertels ausbreitete.

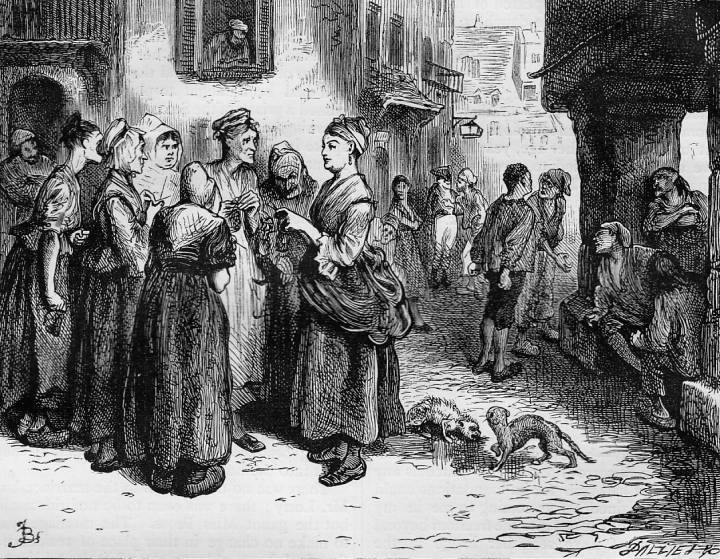
Eine Imagination des Arbeitervororts Ende des 19. Jahrhunderts

Der Faubourg Saint Antoine ist einer der Brennpunkte, aus denen die Mai-Revolte von 1750 gegen Ludwig XV. hervorging. Ende April 1789 wurde er durch die Affaire Réveillon aufgewühlt.
Während der Revolution trug der Vorort den Namen Faubourg-de-Gloire.
Während der Julirevolution von 1830 war der Vorort Schauplatz von Auseinandersetzungen zwischen den Aufständischen und der Armee.
Der Faubourg Saint Antoine bildet heute eines der vielen Stadtviertel von Paris. Seine Bedeutung für die Möbelindustrie ist nach wie vor Realität: Möbelgeschäfte, Tischlerwerkstätten etc. Man findet hier auch den Sitz von Berufsverbänden der Möbelindustrie sowie Ausbildungszentren, wie die École Boulle (Rue Pierre-Bourdan) oder die École de la Bonne Graine.